# Jag Mundhra
Jag Mundhra, né le 29 octobre 1948 à Nagpur dans le Maharashtra et mort le 4 septembre 2011 à Mumbai d'une pneumonie, est un réalisateur indien.

## Filmographie partielle
- 1987 : Open House
- 1988 : La Nuit d'Halloween (Hack-O-Lantern)
- 1993 : Wild Cactus
- 1997 : La Proie et l'Ombre (Shades of Gray)
- 1998 : Mannequin de choc (Tainted Love)
- 2006 : Provoked: A True Story
- 2008 : Shoot on Sight
- 2011 : Naughty @ 40

## Récompenses et distinctions
- 2009 : Insigne de cristal du meilleur film au Festival international du film policier de Liège pour Shoot on Sight